# Argia sordida
Argia sordida là một loài chuồn chuồn kim trong họ Coenagrionidae.
Argia sordida is in 1865 voor het eerst wetenschappelijk beschreven door Hagen in Selys.